# Osiedle Budziwój
Osiedle Budziwój – osiedle nr XXIX miasta Rzeszów, utworzone na mocy uchwały Rady Miasta z dnia 9 lutego 2010. Obecnie obejmuje obszar przyłączonej do miasta z dniem 1 stycznia 2010 wsi Budziwój. Według stanu na dzień 10 maja 2019 r. osiedle zamieszkiwało 6477 osób. Według stanu na 31 października 2019 r. osiedle liczyło 6687 mieszkańców.
Osiedle Budziwój jest największym pod względem powierzchni osiedlem Rzeszowa.